# Diskografie Yeah Yeah Yeahs
Toto je diskografie americké indie rockové skupiny Yeah Yeah Yeahs.

## Studiová alba
| Rok                                                     | Detaily                                                                                 | Nejvyšší pozice v hitparádě | Nejvyšší pozice v hitparádě | Nejvyšší pozice v hitparádě | Nejvyšší pozice v hitparádě | Nejvyšší pozice v hitparádě | Nejvyšší pozice v hitparádě | Nejvyšší pozice v hitparádě | Nejvyšší pozice v hitparádě | Nejvyšší pozice v hitparádě | Certifikace                 |
| Rok                                                     | Detaily                                                                                 | US                          | CAN                         | AUS                         | AUT                         | FRA                         | IRE                         | NZL                         | NOR                         | UK                          | Certifikace                 |
| ------------------------------------------------------- | --------------------------------------------------------------------------------------- | --------------------------- | --------------------------- | --------------------------- | --------------------------- | --------------------------- | --------------------------- | --------------------------- | --------------------------- | --------------------------- | --------------------------- |
| 2003                                                    | Fever to Tell - Vydáno: 29. dubna 2003 - Vydavatelství: Interscope - Formáty: CD, LP    | 55                          | —                           | 80                          | —                           | 70                          | 18                          | —                           | 39                          | 13                          | - US: Zlatá - UK: Stříbrná  |
| 2006                                                    | Show Your Bones - Vydáno: 27. března 2006 - Vydavatelství: Interscope - Formáty: CD, LP | 11                          | 9                           | 17                          | 54                          | 96                          | 17                          | —                           | —                           | 7                           |                             |
| 2009                                                    | It's Blitz! - Vydáno: 9. březen 2009 - Vydavatelství: Interscope - Formáty: CD, LP      | 22                          | 18                          | 8                           | 61                          | 160                         | 10                          | 22                          | 12                          | 9                           | - AUS: Zlatá - UK: Stříbrná |
| 2013                                                    | Mosquito - Vydáno: 16. dubna 2013 - Vydavatelství: Interscope - Formáty: CD, LP         | 5                           | 10                          | 17                          | 44                          | —                           | 8                           | —                           | 24                          | 9                           |                             |
| "—" označuje nahrávky, které se nedostaly do hitparády. |                                                                                         |                             |                             |                             |                             |                             |                             |                             |                             |                             |                             |

## EP
| Rok                                                     | Detaily                                                                                            | Nejvyšší pozice v hitparádě | Nejvyšší pozice v hitparádě | Nejvyšší pozice v hitparádě | Nejvyšší pozice v hitparádě | Nejvyšší pozice v hitparádě | Nejvyšší pozice v hitparádě | Nejvyšší pozice v hitparádě | Nejvyšší pozice v hitparádě |
| Rok                                                     | Detaily                                                                                            | US                          | US Ind.                     | CAN                         | DEN                         | MEX                         | SWE                         | UK                          | UK Indie                    |
| ------------------------------------------------------- | -------------------------------------------------------------------------------------------------- | --------------------------- | --------------------------- | --------------------------- | --------------------------- | --------------------------- | --------------------------- | --------------------------- | --------------------------- |
| 2001                                                    | Yeah Yeah Yeahs - Vydáno: 9. července 2001 - Vydavatelství: Shifty, Touch and Go - Formáty: CD, EP | —                           | —                           | —                           | 7                           | —                           | 56                          | —                           | 1                           |
| 2002                                                    | Machine - Vydáno: 5. listopadu 2002 - Vydavatelství: Touch and Go - Formáty: CD, 10", 12"          | —                           | —                           | —                           | —                           | —                           | —                           | 37                          | —                           |
| 2007                                                    | Is Is - Vydáno: 24. července 2007 - Vydavatelství: Fontana Interscope - Formáty: CD, 7"            | 72                          | 7                           | 44                          | 5                           | 63                          | —                           | —                           | —                           |
| "—" označuje nahrávky, které se nedostaly do hitparády. | |                             |                             |                             |                             |                             |                             |                             |                             |

## Singly
| Rok                                                     | Název                 | Nejvyšší pozice v hitparádě | Nejvyšší pozice v hitparádě | Nejvyšší pozice v hitparádě | Nejvyšší pozice v hitparádě | Nejvyšší pozice v hitparádě | Nejvyšší pozice v hitparádě | Nejvyšší pozice v hitparádě | Nejvyšší pozice v hitparádě | Nejvyšší pozice v hitparádě | Album           |
| Rok                                                     | Název                 | US                          | US Alt.                     | US Dance                    | AUS                         | CAN                         | BEL (Fla)                   | BEL (Wal)                   | IRE                         | UK                          | Album           |
| ------------------------------------------------------- | --------------------- | --------------------------- | --------------------------- | --------------------------- | --------------------------- | --------------------------- | --------------------------- | --------------------------- | --------------------------- | --------------------------- | --------------- |
| 2002                                                    | "Machine"             | —                           | —                           | —                           | —                           | —                           | —                           | —                           | —                           | 37                          | Machine         |
| 2003                                                    | "Date with the Night" | —                           | —                           | —                           | —                           | —                           | —                           | —                           | —                           | 16                          | Fever to Tell   |
| 2003                                                    | "Pin"                 | —                           | —                           | —                           | —                           | —                           | —                           | —                           | —                           | 29                          | Fever to Tell   |
| 2004                                                    | "Maps"                | 87                          | 9                           | —                           | —                           | —                           | —                           | —                           | —                           | 26                          | Fever to Tell   |
| 2004                                                    | "Y Control"           | —                           | —                           | —                           | —                           | —                           | —                           | —                           | —                           | 54                          | Fever to Tell   |
| 2006                                                    | "Gold Lion"           | 88                          | 14                          | —                           | —                           | 2                           | —                           | —                           | 37                          | 18                          | Show Your Bones |
| 2006                                                    | "Turn Into"           | —                           | —                           | —                           | —                           | —                           | —                           | —                           | 37                          | 53                          | Show Your Bones |
| 2006                                                    | "Cheated Hearts"      | —                           | —                           | —                           | —                           | —                           | —                           | —                           | —                           | —                           | Show Your Bones |
| 2007                                                    | "Down Boy"            | —                           | —                           | —                           | —                           | —                           | —                           | —                           | —                           | —                           | Is Is           |
| 2009                                                    | "Zero"                | —                           | 18                          | 4                           | 88                          | —                           | —                           | —                           | —                           | 49                          | It's Blitz!     |
| 2009                                                    | "Heads Will Roll"     | —                           | —                           | 1                           | —                           | —                           | 1                           | 7                           | 70                          | 89                          | It's Blitz!     |
| 2010                                                    | "Skeletons"           | —                           | —                           | —                           | —                           | —                           | —                           | —                           | —                           | —                           | It's Blitz!     |
| 2013                                                    | "Sacrilege"           | —                           | 33                          | —                           | —                           | —                           | 145                         | —                           | —                           | 172                         | Mosquito        |
| "—" označuje nahrávky, které se nedostaly do hitparády. |                       |                             |                             |                             |                             |                             |                             |                             |                             |                             |                 |

## Kompilace
- iTunes Originals – Yeah Yeah Yeahs (2009)

## Video alba
| Rok  | Detaily vydání |
| ---- | --- |
| 2004 | Tell Me What Rockers to Swallow - Vydáno: 19. října 2004 - Vydavatelství: Interscope - Formát: DVD                   |
| 2010 | Yeah Yeah Yeahs: Live from London - Vydáno: 27. července 2010 - Vydavatelství: DGC/Interscope - Formát: iTunes Video |

## Hudební videoklipy
| Rok  | Název                 | Režisér(ři)                |
| ---- | --------------------- | -------------------------- |
| 2003 | "Date with the Night" | Patrick Daughters          |
| 2003 | "Pin"                 | Tunde Adebimpe             |
| 2004 | "Maps"                | Patrick Daughters          |
| 2004 | "Y Control"           | Spike Jonze                |
| 2006 | "Gold Lion"           | Patrick Daughters          |
| 2006 | "Turn Into"           | Patrick Daughters          |
| 2006 | "Cheated Hearts"      | Marshmellow various others |
| 2007 | "Down Boy"            | K. K. Barrett Lance Bangs  |
| 2009 | "Zero"                | Barney Clay                |
| 2009 | "Heads Will Roll"     | Richard Ayoade             |
| 2010 | "Skeletons"           | Barney Clay                |
| 2013 | "Sacrilege"           | Megaforce                  |
| 2013 | "Mosquito"            | B. Shimbe Shim             |
| 2013 | "Despair"             | Patrick Daughters          |